# Kendall (Nouvelle-Galles du Sud)
Pour les articles homonymes, voir Kendall.
Kendall est une petite ville d'Australie située sur la Mid North Coast de Nouvelle-Galles du Sud. Elle fait partie du Conseil de Port Macquarie-Hastings.

## Histoire
Nommée à l'origine Camden Heads, en référence à la rivière Camden Haven qui la traverse, elle porte depuis 1891 le nom du poète australien Henry Kendall (en) (1839-1882), qui a vécu dans la région de 1875 à 1881. Sa statue orne un parc de la ville.

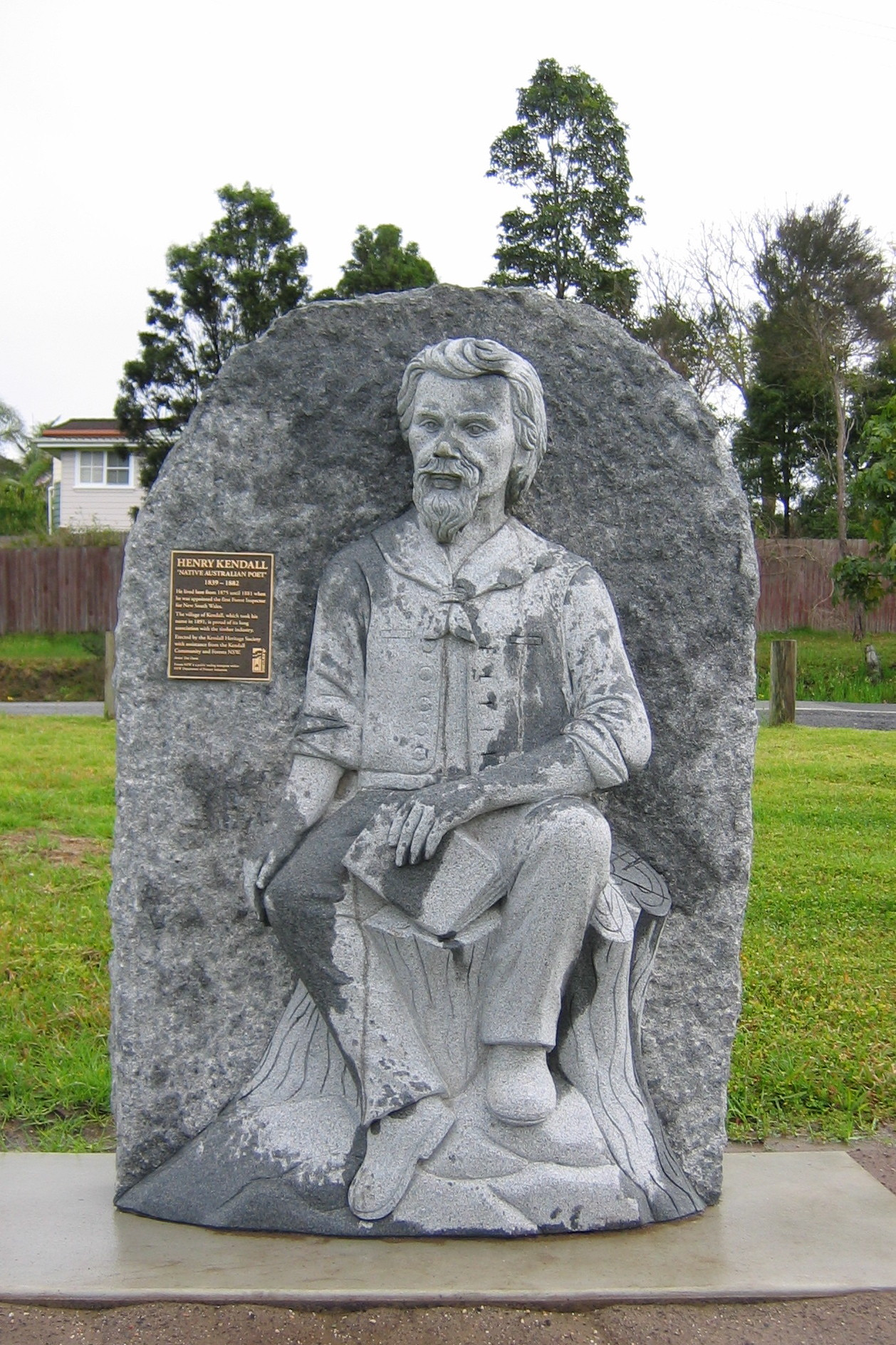
Statue d'Henry Kendall à Kendall.